# Seznam slovenskih deskarjev na snegu
Seznam slovenskih deskarjev na snegu.

## D
- Jernej Demšar (deskar)

## F
- Rok Flander

## G
- Jernej Glavan (*1999)
- Marko Grilc (1983-2021)

## H
- Jure Hafner

## K
- Damjana Kacafura
- Tomaž Knafelj
- Mitja Kodrič - Mičo
- Dejan Košir
- Žan Košir
- Glorija Kotnik
- Eva Kralj
- Jan Kralj

## M
- Rok Marguč
- Tim Mastnak
- Naj Mekinc
- Matija Mihič

## P
- Matevž Petek
- Urška Pribošič

## R
- Tim-Kevin Ravnjak
- Klemen Razinger
- Rok Rogelj

## S
- Cilka Sadar

## Š
- Tit Štante
- Izidor Šušteršič

## V
- Kaja Verdnik

## Z
- Žiga Zebec
- Polona Zupan